# Tellina gibber
Tellina gibber är en musselart som beskrevs av Von Ihering 1907. Tellina gibber ingår i släktet Tellina och familjen Tellinidae. Inga underarter finns listade i Catalogue of Life.